# Verules
Verules (llatí: Verulae) va ser una ciutat dels hèrnics (Hernici) inclosa administrativament al Latium. Era situada als Apenins, a la vall del riu Sacco, entre Alatrium i la vall del Liris.
Sembla que era una ciutat de les principals dels hèrnics i membre de la Lliga Hèrnica però no s'esmenta fins a la guerra entre hèrnics i romans l'any 306 aC, quan els ciutadans de Verulae, Alatrium i Ferentínum es van oposar als habitants d'Anagni i van refusar lluitar contra Roma. Això els va deixar al final de la guerra amb una certa autonomia, amb les seves pròpies lleis i magistrats, cosa que van preferir a la ciutadania romana, segons Titus Livi, ciutadania que finalment els va ser concedida en un moment posterior desconegut.
Durant el domini romà era una tranquil·la ciutat de província; en temps dels Gracs va rebre una colònia romana i una altra durant el regnat de l'emperador Nerva, però és possible que tot i rebre colons mantingués el seu rang de Municipi romà doncs Plini el Vell l'esmenta com un dels municipis de la cinquena regió d'Itàlia. Al llarg de l'Imperi i durant l'edat mitjana era una petita ciutat sense importància.
És l'actual Veroli. Es conserven restes de les muralles poligonals d'estil ciclopi.